# IFK Göteborg
L'IFK Göteborg és un equip de futbol suec, de la ciutat de Göteborg. El club es va fundar el 4 d'octubre de 1904 i juga a la primera divisió sueca, anomenada Allsvenskan.
L'IFK Göteborg, juntament amb el Malmö FF i l'AIK Solna són considerats com els tres millors i més clàssics clubs de futbol suecs amb 42 títols de campionats en total. L'IFK Göteborg és també l'únic equip suec que ha guanyat una competició europea, la Copa de la UEFA el 1982 i 1987.

## Història

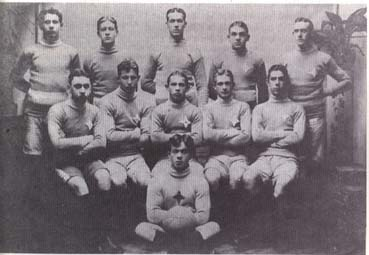
Plantilla de l'IFK Göteborg el 1905.

El IFK Göteborg va ser fundat al Cafè Olivedal el 4 d'octubre de 1904, com la 39a associació IFK de Suècia. Idrottsföreningen Kamraterna significa en català Associació d'Esports Els Amics. La iniciativa de fundar l'associació IFK parteix de dos estudiants d'Estocolm, que van convocar a través del diari de la capital Kamratern (L'Amic o El Camarada) els joves que desitgessin unir-se a un projecte social per al foment de les activitats esportives. Del nom de l'esmentat diari d'Estocolm se'n va derivar el de l'associació. Aquesta es va estendre ràpidament i va crear més de 160 filials a Suècia i en les nacions veïnes de Noruega, Dinamarca i Finlàndia. La de Göteborg era la número 39. Amb el pas dels anys, es va convertir en la més important de totes les societats IFK.

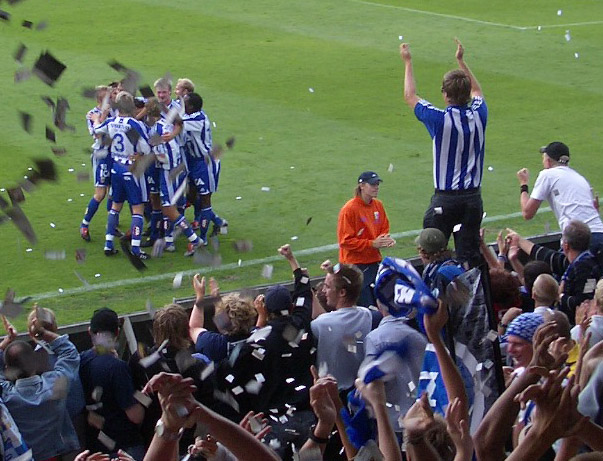
L'IFK Göteborg i els seus aficionats celebren un gol davant el Örebro SK el 2004.

Aquell 4 d'octubre de 1904 es va crear un comitè per al futbol en la històrica primera reunió, mentre que el primer partit de l'associació va acabar en una victòria de 4-1 davant un club local, l'IK Viking. La fundació de l'IFK Göteborg era important per al desenvolupament del futbol a la ciutat, ja que fins a aquell moment, el Örgryte IS era el clar dominant del futbol local de Göteborg, pel que l'IFK Göteborg va sorgir com una competència necessària.
El IFK Göteborg va ser el primer equip suec en quatre anys que va vèncer l'Örgryte IS el 1907. A continuació, va passar a guanyar el seu primer campionat de Suècia el 1908 en guanyar el torneig de la Svenska Mästerskapet, i tres jugadors del club van ser seleccionats per jugar amb Suècia en el primer partit de la selecció nacional. Aquest any l'IFK va disputar els seus primers partits internacionals contra els danesos del Østerbro BK i Boldklubben af 1893.
El 1910, l'equip va jugar, per primera vegada, amb la samarreta a ratlles blaves i blanques. Dos anys més tard l'equip va empatar 1-1 en un partit contra l'equip olímpic de Suècia 1912, i els diaris a Estocolm van nomenar al IFK Göteborg com «el millor club de futbol suec de tots els temps». L'IFK Göteborg va guanyar la Svenska Serien (aleshores la lliga més alta de Suècia, però el Campionat suec no decidia el campió de Suècia, sinó que ho feia la Svenska Mästerskapet) per cinquena vegada consecutiva el 1917. Els primers equips del recent IFK Göteborg no tenien entrenador, i no va ser fins al 1921 quan va ser contractat l'hongarès Sándor Brody, que va ser nomenat director de l'IFK dos anys més tard. La primera lliga nacional oficial de Suècia, l'Allsvenskan, va començar al final de 1924, any en què el llegendari Filip Johansson va fer el seu debut amb l'IFK Göteborg. El club va acabar en segon lloc, però Johansson va marcar 39 gols en 22 partits i va ser el màxim golejador de la liga.
Els Blåvitt (sobrenom popular del club que vol dir «blanc i blaus») van guanyar el seu primer títol en l'Allsvenskan la temporada 1934-35, ja que les deu temporades anteriors de la lliga el club va finalitzar entre els quatre primers. El futbol suec va ser dominat pels equips de Göteborg en aquests anys, però l'IFK Göteborg va descendir a segona divisió, de manera sorprenent, la temporada 1937-38, encara que l'equip va tornar de nou a Allsvenskan la temporada següent. De tornada a la màxima divisió, l'IFK va acabar en segon lloc, ja que la lliga va continuar disputant malgrat l'esclat de la Segona Guerra Mundial. L'IFK va guanyar un altre títol la temporada 1941-42 amb un equip fort, però la resta de la dècada va obtenir resultats menys reeixits. L'equip de 1940 va incloure el talent Gunnar Gren, que es va ser el màxim golejador de la temporada 1946-47. També va ser guardonat amb Guldbollen com el millor jugador a Suècia, i va guanyar una medalla d'or olímpica amb l'equip suec als Jocs Olímpics de 1948. Quan Gren va fitxar per l'AC Milan el 1949, l'IFK va perdre la categoria de l'Allsvenskan a la següent temporada i va descendir, novament, a la Superettan, la segona divisió. Igual que va passar l'última vegada que va baixar, el club ja va tornar a pujar a la Allsvenskan a la temporada següent. L'IFK va disputar per primera vegada el 1958 la Copa d'Europa, però van ser eliminats en la segona ronda pel SC Wismut. El 1959, va tenir lloc la major assistència de tots els temps per a un partit d'Allsvenskan, amb 52.194 espectadors, al derbi que va enfrontar al IFK davant el Örgryte IS al Nya Ullevi.

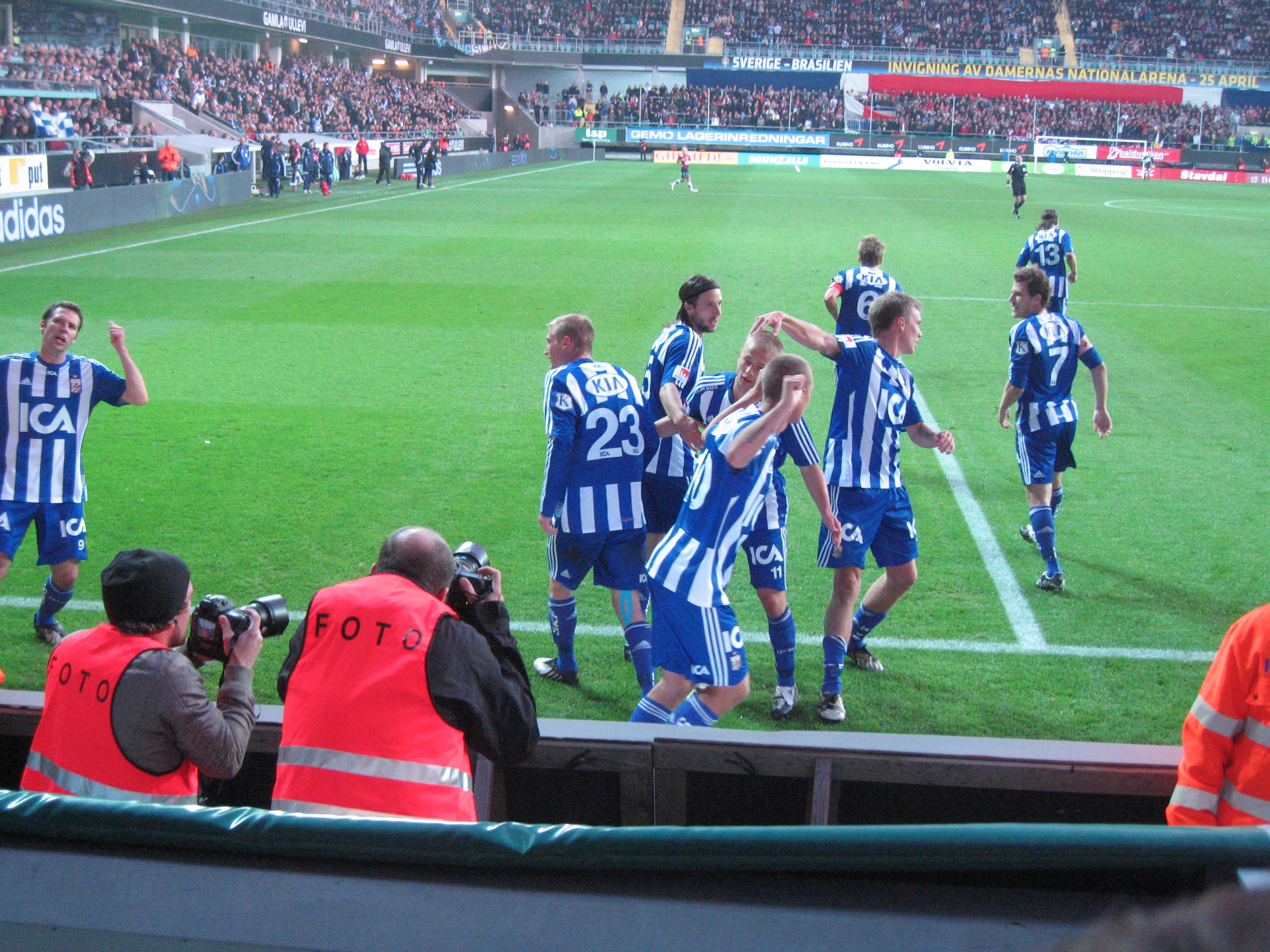
L'IFK Göteborg i els seus aficionats celebren un gol davant el Örgryte IS el 2009.

Després d'una dècada poc glamurosa, l'IFK va ser conduït per l'entrenador i exfutbolista Bertil Johansson a un sorprenent títol de campió el 1969. La temporada següent va ser una de les més fosques de la seva història. L'IFK va descendir a la Superettan i, a diferència de descensos anteriors, no va fer un retorn immediat. Després de tres temporades al segon nivell l'IFK havia perdut tots els senyals de ser un equip de l'Allsvenskan, i encara no havia aconseguit guanyar la promoció. No obstant això, la junta directiva encapçalada per Anders Bernmar van emprendre un projecte seriós per ascendir al IFK, que ho va aconseguir el 1976. Tres anys més tard, el 1979, l'IFK va contractar Sven-Göran Eriksson com a entrenador. Eriksson va introduir el sistema típicament britànic de 4-4-2, amb «pressió i ajudes» –anomenat irònicament el «model Swenglish»– que donaria al IFK excel·lents resultats més endavant, i la seva primera temporada al club va acabar amb un segon lloc a l'Allsvenskan i el títol de la Svenska Cupen.

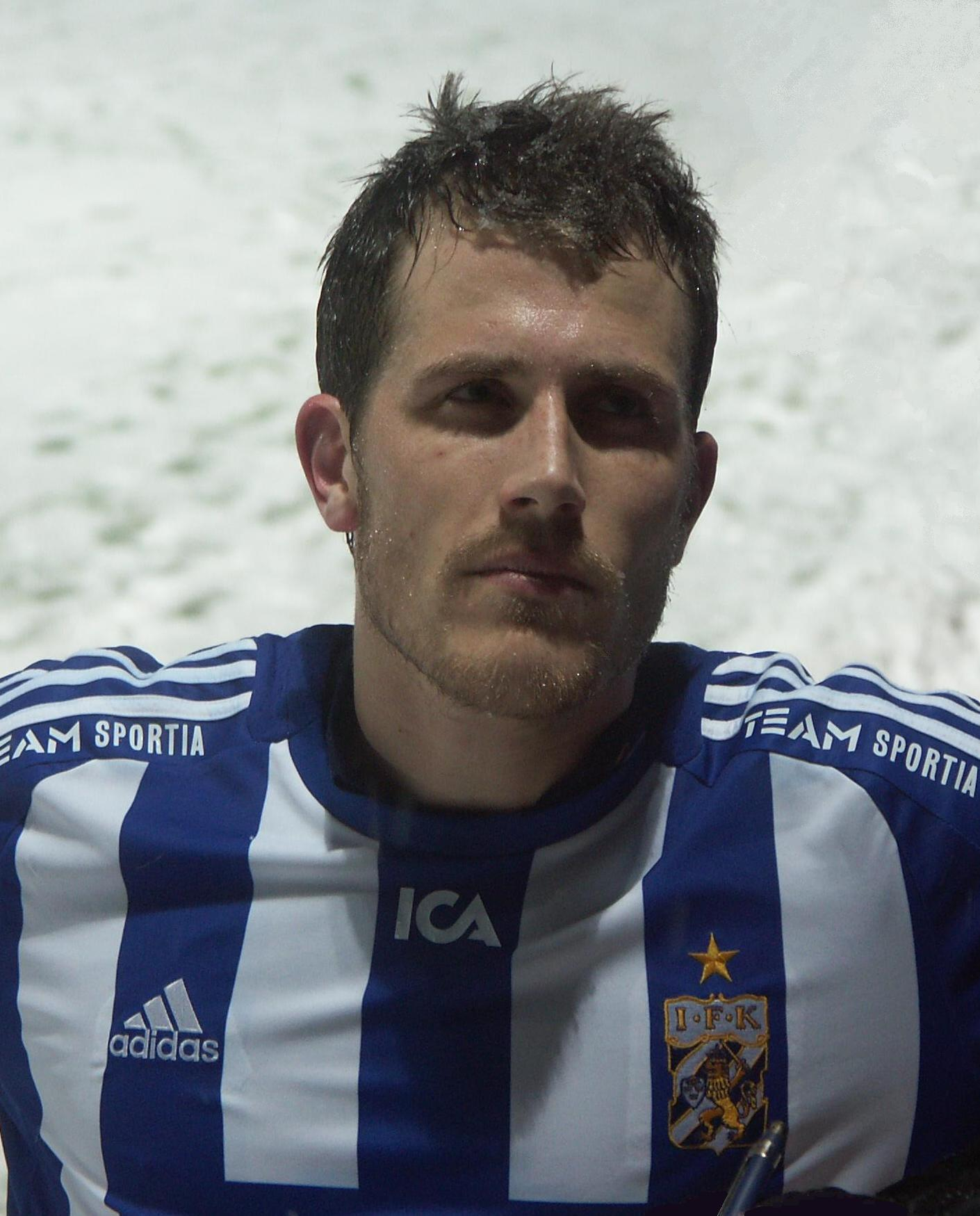
Tobias Hysén, fill de la llegenda del Göteborg Glenn Hysén i capità de l'equipo.

Després de reforçar l'equip amb diversos jugadors –incloent els costosos Thomas Wernerson i Stig Fredriksson– l'IFK havia acabat segon a la lliga i estava als quarts de final a la Copa de la UEFA el 1981. No obstant això, aquella temporada va ser molt poc estable i el club va estar a punt d'arribar a la fallida, fins i tot va haver de demanar als aficionats de prestar diners per poder viatjar a València a jugar els quarts de final de la Copa de la UEFA. Després d'un començament agitat, l'IFK va guanyar totes les competicions que va disputar, inclosa l'Allsvenskan, la Svenska Cupen i la Copa de la UEFA. Va derrotanr l'Hamburg SV per 4-0 al global de la final, i va conquerir d'aquesta manera, el seu primer títol oficial internacional. Durant els següents 15 anys el club va viure la seva etapa daurada i va ser el líder del futbol suec, guanyant el campionat de lliga deu vegades, tres copes i la Copa de la UEFA en una altra ocasió.
L'IFK va aconseguir formar un equip fort per a un parell d'anys i es va proclamar campió de Suècia el 1983 i 1984, i de Copa el 1983. El 1986, l'equip va arribar a les semifinals de la Copa d'Europa, però van ser derrotats durant els penals contra el FC Barcelona. Un nou equip de talents va guanyar la Copa de la UEFA i l'Allsvenskan, un cop més el 1987, en derrotar a la final el Dundee United per un global de 2-1. El jove entrenador Roger Gustafsson es va fer càrrec de l'equip de Gunder Bengtsson el 1990, i el seu temps amb l'IFK es convertiria en un gran èxit, guanyant 5 Allsvenskan entre 1990 i 1995.
En guanyar l'IFK l'Allsvenskan el 1993, es va classificar per a la Lliga de Campions de la UEFA. El club blanc-i-blau va avançar a la fase de grups, on es va enfrontar el FC Barcelona, Manchester United FC i Galatasaray. Contra tot pronòstic, l'IFK Göteborg va finalitzar campió del grup i es va classificar per als vuitens de final, aconseguint sengles victòries a Ullevi davant el Barcelona (2-1) i el Manchester United (3-1), així com un empat a un gol al Camp Nou. No obstant això, l'IFK Göteborg va ser eliminat als quarts de final pel Bayern Múnic pels gols marcats pels alemanys com a visitants (2-2).
Els últims anys abans del nou mil·lenni van ser decebedors per l'IFK, que va oferir un marcat contrast amb l'èxit de l'etapa anterior. L'equip només va poder fer-se amb un subcampionat de lliga el 1997 i un vuitè lloc el 1998, després de la compra de diversos jugadors cars que no van oferir el rendiment esperat. L'IFK va acomiadar al seu entrenador al mig de la temporada dos anys consecutius –el 1998 i 1999– quan el club mai abans havia canviat de tècnic durant la temporada en curs. L'últim any de la dècada es va tancar amb un sisè lloc. El nou mil·lenni va oferir resultats variats, ja que el club va haver de disputar un play-off de descens el 2002, però el 2001, 2004 i 2005 l'IFK Göteborg es va mantenir en la lluita pel campionat. El 2007, l'equip va guanyar la seva primera lliga en onze anys i va guanyar la Svenska Cupen la temporada següent. L'IFK Göteborg encara és considerat com un dels «tres grans» del futbol suec, juntament amb el Malmö FF i l'AIK, malgrat només haver guanyat dos títols en els últims deu anys.

## Colors i escut

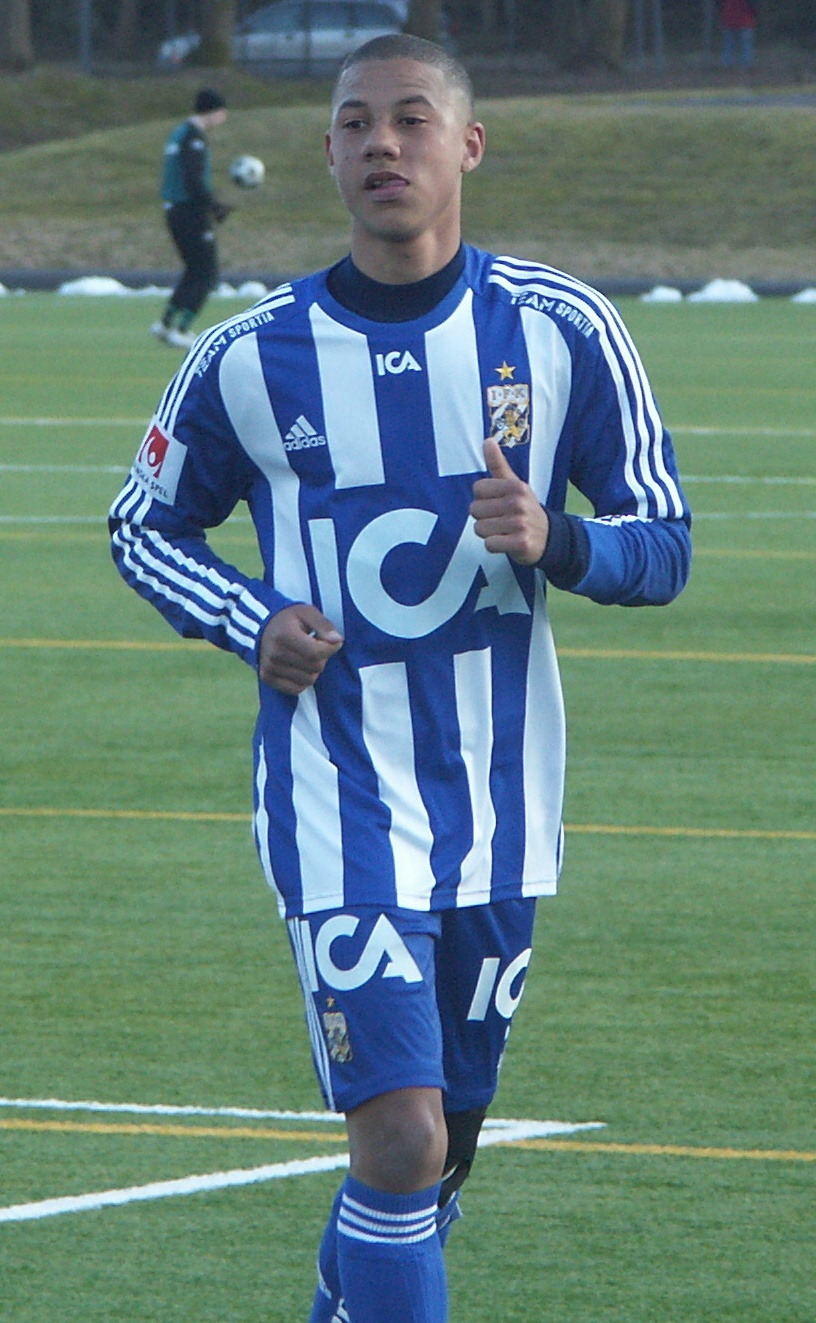
Clàssic uniforme del club.

### Colors i uniforme
Els colors tradicionals de totes les associacions IFK són el blau i blanc, i IFK Göteborg no és una excepció. La primera equipació del club va ser una samarreta blava amb una sola franja horitzontal blanca i una estrella de quatre puntes, un dels símbols de l'associació IFK, blanca al pit. Durant els següents anys, es van utilitzar samarretes blaves o blanques sense ratlles. El 1910, va aparèixer l'uniforme blau i blanc amb ratlles verticals i pantalons blaus primera vegada, inspirat en el del Kjøbenhavns Boldklub. Aquest uniforme s'ha mantingut com els colors com a local des de llavors.
Un logotip blau i blanc del patrocinador principal ICA –una cadena de supermercats– ha figurat en la part frontal de la samarreta des 1982 i pràcticament s'ha convertit en part de la mateixa. El club no va incloure cap altre patrocinador en l'uniforme i aquest disseny s'ha convertit en un clàssic en el futbol suec. ICA va ser substituït per la institució financera Prioritet Finans com a patrocinador principal en l'inici de la temporada 2011.
La segona equipació tradicional és de color vermell i negre, en diferents estils, encara que s'han utilitzat altres combinacions de colors, per exemple, taronja i blanc, principalment en els anys 1990 i 2000. La segona equipació de 2005 va utilitzar el vermell i el blanc. Una tercera equipació gairebé completament blanc amb detalls blaus es va introduir a mitjan 2007, després de les peticions dels aficionats. La segona equipació més recent compta amb un samarreta rosa amb pantalons curts negres.

Colors i esbós de l'escut de l'IFK Göteborg.

Evolució de l'uniforme
| 1904-05 | 1906 | 1907–09 | 1910– |

### Escut
L'escut de l'IFK Göteborg té els seus orígens en l'escut d'armes de la ciutat de Göteborg, que es basa en diverses altres armes heràldiques. El lleó en camp de plata i blau són les armes heràldiques de la Folkungaätt, la celebració de les tres corones de Suècia, ambdós símbols s'utilitzen en l'escut d'armes de Suècia. Aquest escut es va concedir a la ciutat per Gustau II Adolf de Suècia. L'escut d'armes de Göteborg conté el lleó davant de la sinistra (dreta heràldica) que sovint s'interpreta com un lleó fugint, el normal és un lleó davant la destra (esquerra), però l'IFK va triar el lleó a l'esquerra en l'escut del club. Sumant les tres lletres IFK a la part superior, l'escut va aparèixer per primera vegada el 1919.

## Estadi

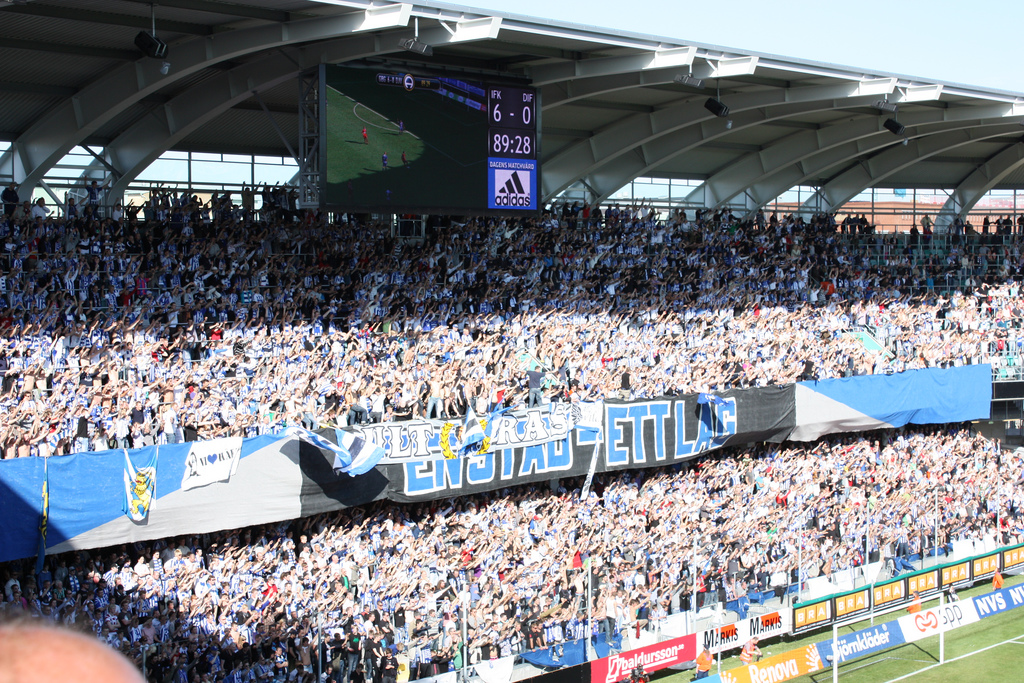
Primer partit de l'IFK Göteborg (11 d'abril de 2009) en el nou Gamla Ullevi, trobada que l'IFK va guanyar 6-0 davant el Djurgårdens IF.

Històricament, l'estadi principal de l'IFK Göteborg ha estat Gamla Ullevi, on han es van disputar la majoria dels partits oficials. El club ha jugat allà en dos períodes separats, més recentment, després de sortir d'Nya Ullevi el 1992, tot i que els partits que congreguen grans multituds –com els derbis contra el Örgryte IS i GAIS o partits internacionals–, encara es disputen a Ullevi. La capacitat de Gamla Ullevi era de 18.000 espectadors en els anys 1990 i 2000, mentre que Nya Ullevi té una capacitat de 43.200 espectadors.
El vell Gamla Ullevi va ser enderrocat el 9 de gener de 2007 per a construir-se un nou estadi amb el mateix nom, Gamla Ullevi, amb una capacitat de 18.800 espectadors. El nou estadi va ser acabat a final de l'any 2008, però no es va obrir fins a l'inici de la temporada 2009. Durant la construcció, el IFK Göteborg va jugar les temporades 2007 i 2008 al Nya Ullevi. L'11 d'abril de 2009 el IFK Göteborg jugar el seu primer partit al nou estadi Gamla Ullevi i va guanyar contra el Djurgården per 6-0 davant 18.276 espectadores.
El IFK Göteborg ha utilitzat altres tres estadis de manera oficial com a local. El primer va ser Idrottsplatsen, en ús des de 1905 fins a 1916. Va ser construït el 1896 pel Club Ciclista Göteborgs Velocipedklubb, i va ser utilitzat originalment per al ciclisme en pista. Durant la temporada 1909 l'IFK Göteborg també va utilitzar l'estadi del Örgryte IS, el Balders Hage, a causa d'un conflicte amb els propietaris d'Idrottsplatsen. El tercer estadi oficial va ser Walhalla Idrottsplats, que es va utilitzar per a una sèrie de partits de local en el mateix temps que Idrottsplatsen. Un quart estadi, Slottsskogsvallen, mai va ser el seu estadi oficial, però si ha estat utilitzat en diverses ocasions per partits a casa de l'IFK Göteborg.
Idrottsplatsen va entrar en decadència a causa de la manca de lideratge i una economia en problemes en la dècada de 1910, i es va prendre la decisió de renovar completament l'estadi amb l'ajut de patrocini i finançament exterior. La construcció del nou camp de futbol es va iniciar el 1915 i s'emplaçava en el lloc d'Idrottsplatsen. El nou estadi, originalment anomenat Ullervi, va ser més tard canviat a Ullevi i finalment Gamla Ullevi, sent inaugurat el 1916. Va ser l'estadi de l'IFK Göteborg fins a 1958, quan es va construir el Nya Ullevi per a la Copa del Món de 1958 celebrada a Suècia. A causa d'una sèrie de temporades amb baixa assistència al futbol suec des de la fi dels anys 1980 el club va tornar a Gamla Ullevi el 1992.

## Palmarès

### Tornejos nacionals
- Campionat Suec: Campió (18): 1908, 1910, 1918, 1934-35, 1941-42, 1957-58, 1969, 1982, 1983, 1984, 1987, 1990, 1991, 1993, 1994, 1995, 1996, 2007.
- Allsvenskan: Campió (12): 1934-35, 1941-42, 1957-58, 1969, 1982, 1984, 1990, 1991, 1993, 1994, 1995, 1996.
- Mästerskapsserien (Serie de Campionat): Campió (1): 1991.
- Allsvenskan: play-off: Campió (5): 1982, 1983, 1984, 1987, 1990.
- Svenska Serien: Campió (5): 1912-13, 1913-14, 1914-15, 1915-16, 1916-17.
- Fyrkantserien: Campió (2): 1918, 1919.
- Svenska Mästerskapet: Campió (3): 1908, 1910, 1918.
- Svenska Cupen: Campió (7): 1978-79, 1981-82, 1982-83, 1991, 2008, 2012-13, 2014-15.

### Tornejos internacionals
- Copa de la UEFA: Campió (2): 1981-82, 1986-87.
- Royal League: Subcampió (1): 2004-05.

## Galeria

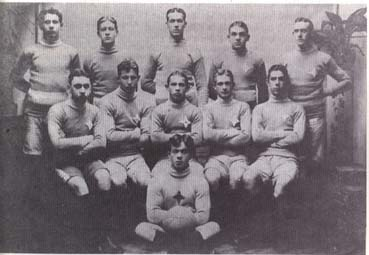
IFK Göteborg l'any 1905.

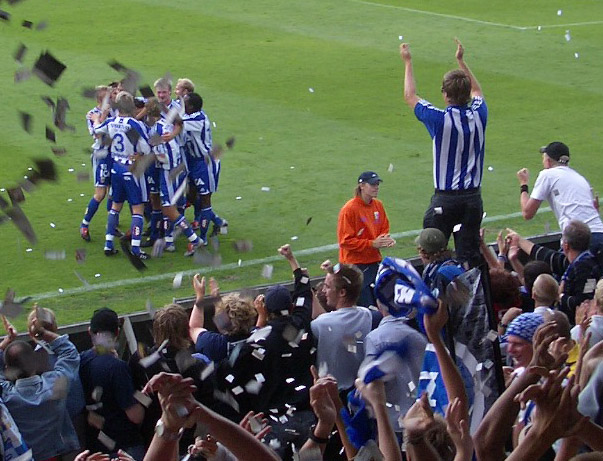
Celebració d'un gol el 2004.